# Фердинанд I (Австрия)
Фердинанд I (на немски: Ferdinand I) е австрийски император (1835 – 1848), както унгарски и бохемски крал под името Фердинанд V. Фердинанд I няма държавнически талант и доброволно се отказва от властта. Много популярен е в Чехия, където прекарва последните дни от живота си и получава прозвището Фердинанд Добрия (на чешки: Ferdinand Dobrotivý).

## Произход и брак
Той е най-възрастният син на император Франц II и Мария-Тереза Бурбон-Неаполитанска, дъщеря на краля на Неапол и Сицилия Фердинанд I, по-късно първи крал на Двете Сицилии, и на ерцхерцогиня Мария-Каролина Австрийска.
На 12 февруари 1831 в Торино между Фердинанд и Мария-Анна Савойска, дъщеря на Виктор-Емануил I, крал на Пиемонт и Сардиния, и ерцхерцогиня Мария Тереза Австрийска-Есте, се сключва задочно брак (тя не присъства на церемонията). На 22 февруари същата година двойката е венчана във Виена в катедралата на кардинала на Оломоуц. Мария-Анна и Фердинанд си остават верни един на друг през целия си живот, но нямат деца.

## Управление
Фердинанд I се възкачва на престола след смъртта на баща си през 1835 г. Неговото управление с нищо не се отличава от това на баща му, като се има в предвид, че de facto Метерних ръководи всички дела на Империята.

### Неофициално регентство
Характерът на Фердинанд е мек, добър, спокоен, но до крайна степен вял и нерешителен. Той се отегчава от държавните дела и почти не се интересува от политиката, от която нищо не разбирал. Съставено е така да се каже неофициално регентство от Метерних, Коловрат и ерцхерцог Людвиг, което и управлява империята, а Фердинанд само подписва документите, които му били предоставени. Лични свои наклонности Фердинанд проявява по отношение на общата амнистия (1838) на политическите затворници след революцията в австрийската провинция Кралство Ломбардия-Венеция, както и няколко частни амнистии по други дела. При Фердинанд почти няма и следа от жестокостта, с която неговият предшественик се борел с противниците си.

### Революцията от 1848
Мартенските събития от 1848 г. принуждават Фердинанд I да напусне столицата и да се установи в Инсбрук. Никой от европейските монарси не се примирява с Унгарската революция от 1848 така бързо, както Фердинанд. Против него лично никой нищо не предявява.
В началото на есента на 1848 г. той се връща във Виена, но бързите успехи на унгарското въстание и последвалото „Октомврийско възмущение“ във Виена окончателно съкрушават императора. Реакцията, разпространила се почти в цяла Европа в последните месеци на 1848 г. не го успокоява. На 2 декември 1848 г. в Оломоуц Фердинанд I се отрича от престола в полза на своя племенник Франц Йозеф. Несамостоятелността на Фердинанд при вземането на решения и неразбирането му относно нуждите на времето са толкова големи, че малко преди Мартенските събития, когато му докладват, че хазната е почти празна, той възкликнал: „е, за мен и Метерних все ще стигне!“. Фердинанд не си представял Австрийската империя без Метерних. Затова след оттеглянето на Метерних неговото управление се превръща в множество непоследователни колебания, завършили в отказ от престола.

## Следващи години
След абдикацията си Фердинанд и Мария-Анна живеят в личните си владения в Прага. Той се занимава със селско стопанство, към което винаги имал влечение.
Умира на 29 юни 1875 г. в Прага на 82-годишна възраст. Погребан е в Императорката крипта във Виена.